# Harry Nielsen
Harry Christian Lund Nielsen (* 31. Oktober 1930 in Aarhus) ist ein ehemaliger dänischer Ruderer.

## Werdegang
Harry Nielsen gewann bei den Europameisterschaften 1951 zusammen mit Eivin Kristensen, Carl Nielsen und Paul Locht die Silbermedaille im Vierer ohne Steuermann. Ein Jahr später nahm die Crew in der Vierer ohne Steuermann-Regatta bei den Olympischen Sommerspielen 1952 in Helsinki teil. Neu im Boot war Knud Bruun Jensen, der Eivin Kristensen ersetzte. Das Boot schied im Hoffnungslauf aus.